# Rosanna (singel Michała Szpaka)
Rosanna – piąty singel polskiego piosenkarza Michała Szpaka promujący debiutancki album studyjny artysty Byle być sobą, mający swoją premierę 21 września 2016. Utwór skomponował Andy Palmer, a tekst napisał Kamil Varen.

## Historia utworu

### Geneza
Utwór skomponował Andy Palmer, a tekst napisał Kamil Varen. Singel został wydany w formacie digital download 21 września 2016. Piosenka została wydana jako singiel zapowiadający debiutancki album studyjny artysty pt. Byle być sobą, którego premiera odbyła się 13 listopada 2015.
Jak opisują twórcy, utwór traktuje o „potrzebie miłości, tęsknocie za bratnią duszą, która jest nam potrzebna do prawidłowego funkcjonowania”

### Teledysk
23 października 2015 w serwisie YouTube ukazał się oficjalny teledysk do piosenki, za którego reżyserię odpowiadał Janusz Tatarkiewicz, a za montaż odpowiedzialni byli Łukasz Bernas i Miron Broda. Producentem teledysku była Agencja Artystyczno-Reklamowa As Plus Sławomira Sokołowskiego oraz J&J MusicArt LTD. Klip do utworu powstawał przez wiele tygodni, gdzie kamera towarzyszyła artyście, aby z zarejestrowanego materiału stworzyć swego rodzaju mini film ukazujący „życie w trasie” wokalisty.

## Lista utworów
- Digital download[1]

1. „Rosanna” – 3:36